# JOHNNYS' World -ジャニーズ・ワールド-
『JOHNNYS' World -ジャニーズ・ワールド-』（ジャニーズ・ワールド）は、ジャニー喜多川が作・構成・演出を手がけ、2012年に初演された日本のミュージカル作品。通称「ジャニワ」。ジャニーズ事務所所属タレントが多数出演し、歌、ダンス、マジック、フライング、アクロバットなどのショーを通して「日本の素晴らしさ」や「平和の尊さ」を伝えようとしている。タイトルを変えながら毎年上演されており、『ジャニーズ・アイランド』（通称「ジャニアイ」）と名称を変えてからは「地球の尊さ」や「平和への希求」、「子供たちの無限の可能性」がテーマ。
初演から2016年1月公演までは帝国劇場でのみの上演だったが、2016年に福岡・博多座と大阪・梅田芸術劇場に進出。2018年12月にシリーズ10作目が上演された。
ジャニー喜多川が2019年7月に逝去したため、滝沢秀明が2019年末の公演を演出サポート、2022年の公演は演出を務めた。2023年は東山紀之、堂本光一、井ノ原快彦の3人が演出を担当した（演出統括は光一）。
2023年に発覚したジャニー喜多川性加害問題を受けてジャニーズ事務所がSMILE-UP.に社名変更したことに伴い、同年の公演を最後にジャニーズ・アイランドそのものが消滅。翌2024年1月はジュニア自らが演出し、堂本光一をスーパーバイザーに迎えた新作舞台『Act ONE』が上演された。

## JOHNNYS' World -ジャニーズ・ワールド-（2012年-2013年）
2011年9月に「最も多くのショーをプロデュースした人物」としてギネスブックに掲載されたジャニー喜多川のギネス認定記念作品。2012年11月・12月に帝国劇場にて公演予定だった2か月分のチケットが発売初日に即完売となったため、製作発表時に2013年1月公演が追加発表された。全103公演で約19万人を動員。
主演はHey! Say! JUMP。アドバイザーとして堂本光一、滝沢秀明、亀梨和也が名を連ね、不定期でゲスト出演した。出演者は1966年の帝劇開場記念公演『風と共に去りぬ』の161人を超える同劇場最多の180人。用意された4000着の衣装の中から3000着をジャニー喜多川が厳選した。
ストーリーの大筋は、ひとりの少年（山田涼介）が、キーパーソンとなる男（薮宏太）の導きによって12か月+未知の1か月＝計13か月間、様々な体験を通して地球の平和や大切さを学ぶというもの。第1幕は12か月を月ごとに振り返る構成となっており、古代文明や忠臣蔵、タイタニック号などさまざまな場面が演じられ、山田は源義経に扮して空中綱渡りを披露した。11月のパートでは 森光子（2012年11月10日没）を追悼するコーナーも設けられた。
第2幕は宇宙をイメージしたセットに代わり、過去にジャニー喜多川が演出した『SHOCK』や『DREAM BOYS』、『滝沢革命』や『少年たち』といった舞台のパロディや要素が盛り込まれ、知念侑李が空中ブランコに挑戦したり、戸塚祥太、八乙女光、中島健人の3人のうち、じゃんけんで勝った者が演じる「シェイクスピアひとり10役」のコーナーなどが設けられた。最後は堂本、滝沢、亀梨らが歌う姿がモニターに映し出され、「Let's Go To Earth」を出演者とコラボレーションするシーンで幕を閉じた。
なお2013年1月1日から6日までは『ジャニーズ・ワールド 正月はタッキーと共に』と題した特別公演にて、第1幕はHey! Say! JUMPが主演を務める『ジャニーズ・ワールド』の特別版、第2幕は滝沢秀明主演の舞台『新春 滝沢革命』のスペシャルバージョンを上演。前年の滝沢革命で披露して話題を呼んだ15分48秒の「滝沢組曲」を大幅にアレンジし、2010年の『新春 人生革命』の上演時に録音された森光子の肉声を流すことで、人生革命のラストシーンである「桜月記」も再現した。
当初は「中国ジャニーズ」を結成して出演させる構想も発表されていたが、尖閣諸島問題などの社会情勢で断念。一方、日本国外22の国と地域から顧客3226人が観劇に訪れるなど世界的な注目も集めたことから、千秋楽日の2013年1月27日に同年12月・翌年1月の再演が発表されたほか、NHKの国際向け放送局・NHKワールドにて特番『ジャニーズ・ワールド：トップ・オブ・ザ・Jポップス』が放送され、ジャニー喜多川もインタビューに応じた。
さらに3月16日・17日に東京ドーム、3月30日・31日に京セラドームにて、同作のヒット御礼公演として舞台の世界を再現したコンサート『JOHNNYS' Worldの感謝祭 in DOME TOKYO・OSAKA』が開催された。Hey! Say! JUMP、Sexy Zone、A.B.C-Zらを中心に、その他ジャニーズJr.を含め計400人が出演。舞台の劇中曲披露のほか、知念侑李が地上15mで空中ブランコをしたり、橋本良亮が地上21mの高さから命綱なしで飛び降りたりした。コンサートの模様を収録したDVD/Blu-rayは、同年8月14日にポニーキャニオンからリリースされている。
またコンサートの記者会見にて、同年9月に行われる2020年五輪開催地決定、および東京五輪開催に向けた、ジャニーズ史上最多人数のグループ結成構想を発表。20人ユニット2組の計40人で構成される「Twenty・Twenty」（読み：トゥエンティ・トゥエンティ）は、ジャニーズJr.700人の中から選ばれ、同年冬の再演にてお披露目予定とされた。

### 日程
- 2012年11月10日 - 12月30日（帝国劇場）
- 2013年1月1日 - 27日（帝国劇場）追加公演
  - うち、1月1日 - 6日は『ジャニーズ・ワールド 正月はタッキーと共に[25]』と題した特別公演

### 出演
- Hey! Say! JUMP[15][20]
  - 山田涼介[36]、知念侑李[36]、中島裕翔[36]、岡本圭人[36]、有岡大貴[36]、髙木雄也[36]、伊野尾慧[36]、八乙女光[36]、薮宏太[36]（プロデューサー役[17]）
- A.B.C-Z[15][20]
  - 橋本良亮[36]、戸塚祥太[36]、河合郁人[36]、五関晃一[36]、塚田僚一[36]
- Sexy Zone[15][20]
  - 佐藤勝利[36]、中島健人[36]、菊池風磨[36]
- NYC[15]
- ジャニーズJr.[15][20]
- 堂本光一（映像出演）[18][注 2]
- 滝沢秀明（映像出演）[18]
- 亀梨和也（映像出演）[18][注 2]
- Kis-My-Ft2[15]（映像出演）[18]
- 山下智久（映像出演）[18]

ジャニーズ・ワールド 正月はタッキーと共に
- 滝沢秀明
- 中山優馬

## JOHNNYS' 2020 WORLD -ジャニーズ トニトニ ワールド-（2013年-2014年）
読みは「ジャニーズトニトニワールド」。タイトルのとおり2020年東京オリンピックを意識した演出が行われている。主演はSexy ZoneとA.B.C-Z。第1幕では薮宏太演じるプロデューサーが、Sexy Zoneの3人に人間の世界を12か月に分けて見せ、タイタニック号の沈没やヒンデンブルク号の墜落、戦争と復興などを描く。さらに第2幕にてまだ見ぬ13月を探すSexy Zoneは A.B.C-Z演じる宇宙人と出会い、出演者らは帝国劇場史上最多23種類のフライングを披露した。ラストシーンでは前年同様「Let’s Go to Earth」の歌唱に乗せて、光一、滝沢、亀梨らがVTR出演した。
なお2014年1月2日の開演前には、出演者らによる餅つき大会が行われた。

### 日程
2013年12月7日 - 2014年1月27日（帝国劇場）

### 出演
- Sexy Zone[41]
  - 佐藤勝利、中島健人、菊池風磨
- A.B.C-Z[41]
  - 橋本良亮、戸塚祥太[注 3]、河合郁人、五関晃一、塚田僚一
- Hey! Say! JUMP[40]
  - プロデューサー - 薮宏太[38][注 4]
- ジャニーズJr.[41]
  - Snow Man[42]
  - ジェシー[42]、半沢暁[42]、岸孝良[42]、神宮寺勇太[42][43]、岩橋玄樹[42][43]、岸優太[42][43]、宮近海斗[42]、松村北斗[注 5]、髙橋海人[43]、小川優[44]、後藤泰観[44]、金田耀生[44]、井上瑞稀[44]、川﨑翔太[44]、田島将吾[44]、岡本カウアン[44]、羽生田挙武[44]、中村嶺亜[44]、松倉海斗[44]、林一平[44]、髙橋颯[44]、角田侑晟[44]

## 2015新春 JOHNNYS' World（2015年）
本作3演目。座長はSexy Zoneの佐藤勝利と中島健人。今作では「外国の方に日本のショーへの意識を」と、世界を意識した演出がされており、2014年10月29日に行われた製作発表会見でもジェシーが英語、マリウスが英語とドイツ語でメッセージを披露していた。
これまで薮宏太が演じたプロデューサー役は錦織一清が演じ、「ショーの世界の人間は死ぬまで何かを生み出し続けなければならない」という言葉で幕を開ける。ストーリーは、プロデューサーが新たに決めた“人間が作った暦以外の13か月目を探し出す”というショーのテーマを元に、A.B.C-Zが演じる暦の案内人に誘われ、佐藤と中島が共に12のショーで表現される人間の歴史を辿るというもの。プロローグでは中島ら10人でのサークルフライングの他、佐藤が噴水フライング、中島がスクリーンを歩くウォールフライングを披露した。また、A.B.C-Zによるアクロバットやマスク変化、ジャニーズJr.による水太鼓やファンカッションなど鮮やかなパフォーマンスの他、4月の「タイタニック」のパートでは永瀬廉と川﨑皇輝が乗客の兄弟を演じ、13月の「宇宙」のパートでは中島が三重人格の役に挑戦するなど、演技面でも進化を見せた。新たに追加されたエピローグでは、本作のテーマに合う楽曲として、フォーリーブスの「君にこの歌を」が歌唱された。

### 日程
2015年1月1日 - 2015年1月27日（帝国劇場）

### 出演
- Sexy Zone[49]
  - 佐藤勝利、中島健人
- ジャニーズJr.
  - 平野紫耀[50][51]、永瀬廉[50][51]、髙橋海人[50][51]、ジェシー[50][49]、マリウス[50][49]、岩橋玄樹[50][49]、神宮寺勇太[50][49]
  - Snow Man[48][52]
    - 岩本照、深澤辰哉、渡辺翔太、佐久間大介、阿部亮平、宮舘涼太

  - 安井謙太郎[48][52]、真田佑馬[48][52]、萩谷慧悟[48][52]、半澤暁[52]、寺西拓人[52]、増田良[48][52]、岸孝良[52]、原嘉孝[52]、目黒蓮[52]、森継亮太[52]、田中誠治[52]、岡本カウアン[48][52]、松倉海斗[52]、田島将吾[52]、松田元太[52]、羽生田挙武[52]、中村嶺亜[52]、髙橋颯[52]、本髙克樹[52]、長妻怜央[52]、森田真弥[52]、井上瑞稀[52]、橋本涼[52]、羽場友紀[52]、川﨑皇輝[48][52]、豊田陸人[52]、松本拓真[52]、林蓮音[52]、ヴァサイェガ渉[52]、作間龍斗[52]
- A.B.C-Z[49]
  - 橋本良亮、戸塚祥太、河合郁人、五関晃一、塚田僚一
- プロデューサー[46] - 錦織一清（特別出演）[49]

## JOHNNYS' World（2015年-2016年）
本作4演目。2015年10月26日に行われた製作発表会見にてお披露目された新ユニット・HiHi JETを含む総勢91人が出演。ストーリーの大筋は佐藤勝利と中島健人、そしてプロデューサー役の内博貴が担い、A.B.C-Zは時の番人を演じる。第1幕で争い合った佐藤と中島が、第2幕の宇宙で幸せと愛を語るという構成。第1幕では13か月の設定はそのままに、5月のヒンデンブルク、7月の第二次世界大戦などが上演された。中でもタイタニックのシーンや、戦後70年ということで急遽題材に加えられた“戦争”のシーンは戸塚祥太が演出している。パフォーマンス面ではダンスやアクロバットに加え、マジックや、10月のオリンピックのシーンにてローラースケート、ダブルダッチ、フリースタイルバスケットなどが行われた。また佐藤と中島によるシルク・フライングなど新たなフライングも追加された。新曲「HiHi Jet」を含めシリーズ最多となる16曲が書き下ろされ、楽曲の半数以上がリニューアルされた。ジャニー喜多川の発案で初日前夜に一部の音楽を変更し、1幕ラストの雪の中での立ちのシーンに"泉らら"名義で森進一が歌詞を書き下ろしたNEWSの2003年の楽曲「ありがとう・今」を追加。12月19日昼の部では森がサプライズ登場し、同曲を歌唱した。

### 日程
2015年12月11日 - 2016年1月27日（帝国劇場）

### 出演
- Sexy Zone[62]
  - 佐藤勝利、中島健人[53]
- A.B.C-Z[62][63]
  - 橋本良亮、戸塚祥太、河合郁人、五関晃一、塚田僚一
- プロデューサー[1] - 内博貴[62]
- Mr.KING[53][62]
  - 平野紫耀、永瀬廉、髙橋海人
- SixTONES[62][64]
  - 髙地優吾、京本大我、田中樹、松村北斗、ジェシー、森本慎太郎
- Snow Man[53][62]
  - 深澤辰哉、佐久間大介、渡辺翔太、宮舘涼太、岩本照、阿部亮平
- HiHi Jet[53][62]
  - 橋本涼、井上瑞稀、羽場友紀、猪狩蒼弥
- ジャニーズJr.
  - 増田良[59]

## ジャニーズ・フューチャー・ワールド（2016年）
シリーズ初の地方公演。主演の平野紫耀は19歳7か月で博多座最年少座長記録を更新し、梅田芸術劇場でも男性の最年少座長記録を更新する。2012年の初演から2016年6月公演まで『ジャニーズ・ワールド』として上演された作品の進化版という位置づけで、“子どもたちの未来”に焦点を当ててストーリーが進行。人間の1年の暦をたどり、その先にある13月目を探すという大筋は変わらないものの、地球をめぐって平野演じるショウと向井らが演じる宇宙人との衝突が描かれるなどの新展開があった。
博多座公演ではジャニー喜多川の構想により、4月に発生した熊本地震復興応援の意味を込め、久留米市で活動するダンスチーム・九州男児新鮮組など3組38人平均年齢14歳の少年アマチュアダンサーと共演した。

### 日程
- 2016年9月19日 - 30日[7]、全17公演[65][70]（『ジャニーズ・フューチャー・ワールド from 帝劇 to 博多座』[70]、博多座）
- 2016年10月8日 - 25日[7]（『JOHNNYS' Future WORLD』[71]、梅田芸術劇場メインホール）

### 出演
- Mr.KING[72]
  - 平野紫耀
- Prince[6]
  - 神宮寺勇太[70]、岩橋玄樹[70]、岸優太[70]
- プロデューサー[72] - 内博貴 [6]

ジャニーズ・フューチャー・ワールド from 帝劇 to 博多座
- 福岡県久留米市ブレイクダンスチーム「九州男児新鮮組」
- 福岡大学ダンスサークル「F.U.D」
- 第一薬科大学付属高等学校ダンスサークル「RAKK」
- ジャニーズJr.
  - 増田良、松田元太、松倉海斗、森継亮太、目黒蓮

- 関西ジャニーズJr.
  - 向井康二、室龍太、藤原丈一郎、大橋和也、草間リチャード敬太

- 石垣大祐、後藤泰観

JOHNNYS' Future WORLD
- ジャニーズJr.
  - 松田元太、松倉海斗、森継亮太、目黒蓮

- 関西ジャニーズJr.
  - 西畑大吾、大西流星、向井康二、室龍太、浜中文一、藤原丈一郎、大橋和也、草間リチャード敬太、小島健、正門良規、赤名竜之介、高橋恭平、道枝駿佑、長尾謙杜、石澤晴太郎、毛利柊和、福本大晴、末澤誠也、朝田淳弥、古謝那伊留、今江大地、林真鳥、大谷怜爾、吉岡廉、大西風雅

- 石垣大祐、後藤泰観

## JOHNNYS' ALL STARS IsLAND（2016年-2017年）
キャッチコピーは「舞台と客席が1つになった時、宇宙からの手紙が届く」。当初は『ジャニーズ・ワールド』シリーズとは異なる"新作"とされていた。
「全員主役」がコンセプト。ポスターには若手メンバーを含めた出演者57人の顔写真が同じ大きさで掲載され、制作発表会見には29歳の内博貴から13歳の猪狩蒼弥まで総勢21人のメンバーが出席した。
第1幕で過去、第2幕でショー、第3幕で未来を描く3部構成。ショービジネスに生きる若者たちの物語であり、活躍中のスターと、次代のスターと、未来のスター候補の3世代が過去と未来を旅してゆく。第1幕はジャニーズJr.36名が3×12個のボックス内で一気にダンスする「Jr.マンション」のオープニングで幕を開け、第二次世界大戦や東京オリンピックなど、日本の過去を悲劇と栄光の両面から紹介することで"今"を伝え、エンディング曲「明日に架ける橋」で幕を下ろす。第2幕では日替わりでゲスト出演があり、メインキャストらとの共演が話題となった。第3幕では宇宙から手紙を受け取ったメンバーが宇宙へ飛び出し、伝説の大プロデューサーと出会う物語を描く。また今作は「この舞台で起こることはすべて事実に基づく」というメッセージが込められており、佐藤勝利、平野紫耀ら出演者のプライベートで起こった事実の告白が劇中セリフに取り入れられた。エンディング曲はチャールズ・ストラウス作曲の「Let’s Go to Tokyo」。

### 日程
2016年12月3日 - 2017年1月24日（帝国劇場）

### 出演
- Kis-My-Ft2（12月公演のみ）[85]
  - 藤ヶ谷太輔、玉森裕太
- A.B.C-Z（1月公演のみ）[85]
  - 戸塚祥太、塚田僚一
- Sexy Zone[85]
  - 佐藤勝利
- 内博貴[85]
- Mr.KING[85]
  - 平野紫耀、永瀬廉、髙橋海人
- HiHi Jet[85]
  - 橋本涼、井上瑞稀、猪狩蒼弥、髙橋優斗
- Prince[84]
  - 岸優太、神宮寺勇太、岩橋玄樹
- SixTONES[84]
  - 田中樹、森本慎太郎、髙地優吾、松村北斗、京本大我、ジェシー
- Snow Man[84]
  - 佐久間大介、渡辺翔太、宮舘涼太、深澤辰哉、岩本照、阿部亮平
- Travis Japan[84]
  - 森田美勇人、宮近海斗、梶山朝日、川島如恵留、中村海人、吉澤閑也、仲田拡輝、七五三掛龍也
- Love-tune[84]
  - 安井謙太郎、萩谷慧悟、真田佑馬、森田美勇人、諸星翔希、長妻怜央、阿部顕嵐
- 天才Genius[84]
  - 本髙克樹、村木亮太、菅田琳寧
- ジャニーズJr.[85]
  - 東京B少年[注 6]
    - 岩﨑大昇[84]、藤井直樹[84]、佐藤龍我[84]、那須雄登[84]、浮所飛貴[84]

  - 五十嵐玲央[84]、佐々木大光[84]、和田優希[84]、松井奏[84]、今野大輝[84]、羽場友紀[84]、作間龍斗[84]

## JOHNNYS' YOU&ME IsLAND（2017年）
「YOU&MEは夢！」というジャニー喜多川のひらめきにより、テーマは「夢」。平均年齢18.7歳の主要キャスト29人を筆頭に総勢82人オールキャストがジャニーズJr.のみで構成されるのは帝国劇場史上初めて。製作発表会見が同ビルの屋上で行われたのも史上初である。
第1幕では太鼓や三味線の演奏で日本文化を、そしてフラッグやローラースケートによるパフォーマンスで東京大空襲や東京オリンピックなどの日本史を描いた。第2幕では「SHOW MUST GO ON」を貫くあまり仲間と決裂した主人公が宇宙へ飛び出し、世界の悲劇を学ぶことで平和を希求するようになる物語が描かれた。エンディング曲は「明日に架ける橋」。

### 日程
2017年9月6日 - 30日（帝国劇場）

### 出演
- Mr.KING[91]
  - 平野紫耀、永瀬廉、髙橋海人
- Prince[91]
  - 岸優太、神宮寺勇太、岩橋玄樹
- HiHi Jet[91]
  - 橋本涼、井上瑞稀、猪狩蒼弥、髙橋優斗
- 東京B少年[91]
  - 那須雄登、佐藤龍我、浮所飛貴、岩崎大昇、藤井直樹、金指一世
- Love-tune[91]
  - 安井謙太郎、萩谷慧悟、真田佑馬、森田美勇人、諸星翔希、長妻怜央、阿部顕嵐
- Travis Japan[91]
  - 川島如恵留、七五三掛龍也、吉澤閑也、中村海人、宮近海斗、梶山朝日

## JOHNNYS' Happy New Year IsLAND（2018年）
帝国劇場2018年新春公演として全36公演を上演。東山紀之が全公演に特別出演し、演出にも参加した。
第1幕では従来同様「地球のすばらしさ」や「平和の尊さ」をテーマとしながらも、芝居パートやセリフは大幅にカットして凝縮された。一方で、東山がほぼ出ずっぱりとなった第2幕はよりダンスに特化したエンタテイメントショーへ進化。ジャニーズ事務所の名曲17曲を新たな振り付けで表現し、約1時間15分で一気に見せるメドレーが新設された。振付けにはトラヴィス・ペイン、ステイシー・ウォーカー、名倉加代子、川崎悦子、前田清実、Bobby吉野ら国内外の有名クリエイターが参加した他、3曲目の「ZOKKON 命(LOVE)」は屋良朝幸が担当した。イリュージョンにはフランツ・ハラーレイ、アクションには諸鍛冶裕太、ローラースケート指導には佐藤アツヒロといった面々も関わっている。

### 日程
2018年1月1日 - 27日（帝国劇場）

### 出演
- Mr.KING[99][100]
  - 平野紫耀、永瀬廉、髙橋海人
- Prince[99][100]
  - 岸優太、神宮寺勇太、岩橋玄樹
- HiHi Jet[99][100]
  - 橋本涼、井上瑞稀、猪狩蒼弥、髙橋優斗
- 東京B少年[99][100]
  - 那須雄登、佐藤龍我、浮所飛貴、岩崎大昇、藤井直樹、金指一世
- Love-tune[99][100]
  - 安井謙太郎、萩谷慧悟、真田佑馬、森田美勇人、諸星翔希、長妻怜央、阿部顕嵐
- Travis Japan[99][100]
  - 宮近海斗、中村海人、吉澤閑也、七五三掛龍也、川島如恵留
- SixTONES[99][100]
  - ジェシー、髙地優吾、京本大我、松村北斗、森本慎太郎、田中樹
- Snow Man[99][100]
  - 岩本照、深澤辰哉、渡辺翔太、宮舘涼太、佐久間大介、阿部亮平
- ジャニーズJr.
  - 川﨑皇輝[101]、北川拓実[101]、ヴァサエガ渉[102][101]、黒田光輝[101]、豊田陸人[101]、内村颯太[101]、川﨑星輝[101]、安嶋秀生[101]、瀧陽次朗[101]、元木湧[101]、檜山光成[101]、織山尚大[101]、青木滉平[101]、林蓮音[102][101]、平塚翔馬[101]、菅田琳寧[102][101]、中村嶺亜[102][101]、佐々木大光[102][101]、宮崎萌陸大[101]、久保田空輝[101]、村上真都ラウール[101]、五十嵐玲央[102][101]、作間龍斗[102][101]、松尾龍[101]、今野大輝[102][101]、末武幸紘[101]、和田優希[101]、中村浩大[101]、横原悠毅[101]、田中誠治[101]、谷村龍一[101]、前田航気[102][101]、基俊介[101]、高橋賢生[101]、鈴木大河[101]、三角章斗[101]、影山拓也[101]、今村隼人[101]、林拓音[101]、佐々木彪瑠[101]
- 東山紀之（特別出演）[99]

## JOHNNYS' King & Prince IsLAND（2018年-2019年）
主演はKing & Prince。シリーズ10作目にして初めてタイトルにグループ名を冠する。演劇史上最多となる13場面・22回のフライングが見どころとされ、「壁フライング」や「網フライング」、「サクランボフライング」「球体フライング」「5人同時フライング」など、うち11回はKing & Princeのメンバーが披露している。
地球の尊さ、平和への希求、子どもたちの無限の可能性をテーマとした3部構成となっている。Snow Man、SixTONES、Travis Japanらの名曲メドレーで幕が明けた後、壁フライングを経て、King & Prince IsLANDをより良い国にするために国王の平野が未来を探す旅に出るところから第1部がスタート。岸を中心にSexy 美少年やマンションに入ったジャニーズJr.45名による和太鼓パフォーマンス、永瀬の額縁フライングなどが披露された。物語はシリーズ恒例の地球の悲劇を振り返る場面へとつながり、年をとらない子供だけの世界へ。アメリカ在住のジャニーズJr.との映像コラボレーションの他、髙橋がメンバーの選抜を含め、作・構成・振付全てを手掛けたダンスナンバー「モータウンメドレー」も披露された。2部は「シンデレラガール」から始まり、各グループのパフォーマンスで「描いた未来〜たどり着くまで〜」「明日に架ける橋」、「LET'S GO TO EARTH」などが歌い継がれ、2020年の東京オリンピックの成功が願われた。そして「Tokyo Experience」と題された第3部では、世界を意識して東京をアピールするナンバーが続き、書道パフォーマンスや和装での殺陣などが披露された。

### 日程
2018年12月6日 - 2019年1月27日（帝国劇場）、全72公演。

### 出演
- King & Prince[108][注 7]
  - 平野紫耀、永瀬廉、髙橋海人、岸優太、神宮寺勇太
- HiHi Jets[108]
  - 橋本涼、井上瑞稀、猪狩蒼弥、髙橋優斗、作間龍斗
- Sexy美少年[108]
  - 那須雄登、佐藤龍我、浮所飛貴、岩崎大昇、藤井直樹、金指一世
- SixTONES[108]
  - ジェシー、髙地優吾、京本大我、松村北斗、森本慎太郎、田中樹
- Snow Man[108][注 8]
  - 岩本照、深澤辰哉、渡辺翔太、宮舘涼太、佐久間大介、阿部亮平
- Travis Japan[108][注 9]
  - 宮近海斗、中村海人、吉澤閑也、七五三掛龍也、川島如恵留、松田元太、松倉海斗
- 7 MEN 侍[108]
  - 菅田琳寧、五十嵐玲央、中村嶺亜、本髙克樹、佐々木大光、今野大輝、矢花黎
- Jr.SP[110]
  - 林蓮音、松尾龍、和田優希、中村浩大
- 5忍者[108]
  - 川崎皇輝、ヴァサイェガ渉、北川拓実、内村颯太、元木湧
- ジャニーズJr.[110]
  - 青木滉平、安嶋秀生、稲葉通陽、小田将聖、織山尚大、川﨑星輝、久保田空輝、黒田光輝、齋藤悠杏、鈴木悠仁、瀧陽次朗、田村海琉、豊田陸人、長瀬結星、檜山光成、平塚翔馬、深田竜生、ブランデン、村上真都ラウール、山井飛翔

## JOHNNYS' IsLAND（2019年-2020年）
座長は平野紫耀、永瀬廉、髙橋海人の3人。その他、最年少10歳からの研究生も含め、平均年齢15.5歳という歴代最年少のカンパニーが集結した。本シリーズではジャニー喜多川が亡くなってから初の上演となるが、その想いが最も詰まった2012年の初演の公演をベースに、架空の13月＝宇宙を登場させ、そこに"Show must go on"の本当の意味を探しに行くという新たなストーリーが付け加えられた。そしてジャニーが生前に訴え続けた戦争と平和についてや、楽しみにしていた東京五輪に向けての演出、生前に気に入っていた演出や音楽が詰め込まれている。
オープニング、原点回帰すると謳っていた通り、開演時間になると小学生のジャニーズJr.や観客役の女性、劇場の係員が客席通路に現れるという初年度とほぼ同じ演出からスタート。やがて男の子2人が席を巡って言い争った末、真上にフライングしたところで亀梨和也の「ようこそ帝国劇場へ」というナレーションが流れ、第1幕、ジャニーズJr.計39が3階建ての小部屋で同時に踊る通称「Jr.マンション」をバックに、平野・永瀬・髙橋の3人が客席上をフライングするシーンから始まる。HiHi Jetsや美 少年らがそれぞれの特技を生かしたパフォーマンスを披露し、人間の喜びや戦争、災害などの悲しみを暦に合わせたショーを展開。7月パートで描いた「戦争」では、髙橋が自らが考案したダンスを猪狩蒼弥のラップと掛け合わせ、ダンス選抜メンバー（井上瑞稀、藤井直樹、那須雄登、浮所飛貴、佐々木大光、織山尚大、元木湧、林蓮音、松尾龍、安嶋秀生）と披露した。終戦→復興→オリンピックと舞台が移る8月パートでは、平野は昨年も取り組んだ球体のフライングの進化版にチャレンジし、より大きくなった球体の中でバンジージャンプする「タマ球（たま）」と自ら命名した高難度の技を披露した。堂本剛が亡きジャニーを想って作詞作曲し、本作の演出サポートをつとめる滝沢秀明が「いろんな場所でいろんなタレントが歌う曲にしていきたい」としている楽曲「You…」も、金のガウンをまとった平野・永瀬・髙橋が後ろにマーチングバンドを従えて披露した。吹雪の中、Jr.たちが小さな家に入っていき、12月パートの「さぁ、宇宙へ」という掛け声で平野・永瀬・髙橋が真上にフライングし、静止したまま1幕は終了する。
地球で見つからなかった"Show must go on"の意味を13月に求めて宇宙を旅をする第2幕では、平野が「時計を止めて」を歌う傍らで髙橋がサンドアートや自ら考案したダンスを踊った。永瀬は日本初導入のシステムによる新作フライング「マジカルフライングREN」で、宙に浮かんだ四角いフレームに沿って歩んでいく重力をまったく感じさせない空中散歩を披露。劇中歌「Let's Go To Earth」を歌う場面では、ジャニーが演出した舞台作品に歴代出演してきたSexy Zone、A.B.C-Z、玉森裕太や千賀健永、亀梨和也らがVTRで登場し、後輩たちを答えへ導く。追い求めた"Show must go on"の意味にたどり着いたクライマックスではそれぞれがジャニーとの思い出を劇中の台詞に込めたため、感極まって涙する出演者もいた。
「TOKYO EXPERIENCE」と題した第3幕のショータイムでは、2013年9月に東京五輪開催が決まった翌日にジャニーが考案し、構想を平野に伝えていたという、宇宙船の中から子どもたちがたくさん出てくるという演出を実現。平野・永瀬・髙橋は3人揃って布フライングを披露し、Jr.たちと和太鼓パフォーマンスに挑戦した。HiHi Jetsや美 少年は新曲を披露し、ラストシーンは舞台『少年たち』の劇中歌で、かつてフォーリーブスが歌った「君にこの歌を」で締めくくられた。

### 日程
2019年12月8日 - 2020年1月27日（帝国劇場）

### 出演
- 平野紫耀[123]、永瀬廉[123]、髙橋海人[123]
- HiHi Jets[123]
  - 井上瑞稀、髙橋優斗、猪狩蒼弥
- 美 少年[123]
  - 那須雄登、佐藤龍我、浮所飛貴、岩崎大昇、藤井直樹、金指一世
- 7 MEN 侍[123]
  - 中村嶺亜、菅田琳寧、佐々木大光、本髙克樹、今野大輝、矢花黎
- 少年忍者[123]
  - 山井飛翔、小田将聖、田村海琉、久保廉、瀧陽次朗、元木湧、織山尚大、安嶋秀生、平塚翔馬、北川拓実、内村颯太、川﨑皇輝、川﨑星輝、ヴァサイェガ渉、黒田光輝、檜山光成、深田竜生、豊田陸人、青木滉平、稲葉通陽、鈴木悠仁、長瀬結星
- Jr.SP[111][124]
  - 林蓮音、松尾龍、和田優希、中村浩大
- ジャニーズJr.[122]
  - 鈴木舜映[111][124]、今村隼人[111][124]、林一敬[111][124]、手島麗央[111][124]、大関荷風[124]、小山龍之介[124]、千井野空翔[124]、渡辺心[124]、吉原廉[124]、阿達慶[124]、池田虎雅[116][124]、石渡大和[124]、入江奏多[124]、大東立樹[116][124]、尾崎龍星[124]、小鯛詩恩[124]、佐久間玲駈[124]、鮫島令[124]、関翔馬[124]、髙橋曽良[124]、滝本海都[124]、竹田凌[124]、竹村実悟[124]、田仲陽成[124]、谷田柊士[124]、寺澤小十侑[124]、羽村仁成[124]、堀口由翔[124]、松浦銀志[124]、三村航輝[124]

## JOHNNYS' IsLAND THE NEW WORLD（2022年）
最年長の中村嶺亜から、2021年6月のオーディションで入所した11歳まで、出演者68人全員が主役。平均年齢は16.9歳となり、帝国劇場史上最多・最年少座長となる。演出は滝沢秀明。
人間の喜びと悲しみを暦通り12のショーで表現し、13月にユートピアを探し求めるというストーリーで、髙橋優斗が物語を引っ張る役割を担う。
1月・2月は太鼓や扇、三味線などの「ジャパネスクテイスト」で正月や節分を表現し、3月には舞台に桜が咲いた。4月のパートでは、滝沢が構想する新アクロバット"SWING SHIP"が登場。人間の営みの中の悲劇として2012年の初演以来演じられてきたタイタニック号沈没のシーンで登場し、全長6メートルの巨大船を人力で最大50度に傾けて揺れを表現するなど過酷な演出もあるため、アクロバットを得意とするメンバーで体重制限や倒立ができるかなどのオーディションが行われたうえで、菅田琳寧や松尾龍、内村颯太ら精鋭10人が選ばれた。
7月の「戦争」は滝沢が特に力を入れた場面の1つであり、毎年受け継がれている「人間はいつの時代も戦いをしている」という台詞とそれに続く台詞は、滝沢に指名された猪狩蒼弥が自ら考え担当した。浮所飛貴は特攻隊のシーンに出演し、鹿児島県の知覧特攻平和会館の協力のもと、実際の特攻隊員の手紙を読み上げた。藤井直樹はバトントワリングのように、ライフルを回したり空中に投げたりする群舞のシーンでセンターを務めるライフル隊長を務めた。8月の「終戦〜復興〜平和の祭典」では、2020年の東京五輪の開会式で話題になったピクトグラムで12か月の暦を表現する「コヨミグラム」や、2024年のパリ五輪からの新競技・ブレイキンが登場した。終盤の「Let's Go to Tokyo」では、King & Princeら先輩の映像が流れた他、歴代のジャニーズ勢の名前も紹介され、最後に「Eternal Producer Johnny H.Kitagawa」の文字も映し出された。
1月20日、公演関係者に新型コロナウイルスの陽性が確認されたため急遽公演が中止が決定し、東宝公式Twitterにて発表された。その後、東宝公式ホームページで24日までの公演の中止が発表された。さらに24日には新たに関係者が感染されたことを受け、26日の千秋楽までの公演も中止された。そのため、事実上19日が千秋楽となった。
2022年9月1日、DVDとBlu-rayがJohnnys' ISLAND STORE ONLINE限定で受注生産販売された。

### 日程
2022年1月1日 - 1月19日（帝国劇場）

### 出演
- HiHi Jets[142]
  - 髙橋優斗、井上瑞稀、橋本涼、猪狩蒼弥、作間龍斗
- 美 少年[142]
  - 岩﨑大昇、佐藤龍我、那須雄登、浮所飛貴、藤井直樹、金指一世
- 7 MEN 侍[142]
  - 中村嶺亜、菅田琳寧、本髙克樹、佐々木大光、今野大輝、矢花黎
- 少年忍者[142]
  - ヴァサイェガ渉、川﨑皇輝、北川拓実、織山尚大、黒田光輝、元木湧、安嶋秀生、内村颯太、深田竜生、檜山光成、平塚翔馬、青木滉平、豊田陸人、小田将聖、田村海琉、久保廉、山井飛翔、瀧陽次朗、稲葉通陽、鈴木悠仁、川﨑星輝、長瀬結星
- Jr.SP[142]
  - 林蓮音、松尾龍、和田優希、中村浩大
- ジャニーズJr.[143]
  - 大東立樹、田仲陽成、寺澤小十侑、佐久間玲駈、松浦銀志、三村航輝、上原剣心、羽村仁成、鮫島令、鈴木瑛朝、壹岐碧、末永光、鍋田大成、渡辺惟良、千井野空翔、阿達慶、竹村実悟、小鯛詩恩、石渡大和、入江奏多、岡橋亮汰、岸蒼太、関翔馬、小山十輝、小久保向一朗

## JOHNNYS' World Next Stage（2023年）
東山紀之、堂本光一、井ノ原快彦の3人が、各シーンを分担して演出を担当。演出統括は光一が務めた。「Next Stage」という副題には、“これからの時代を後輩たち自身が作っていく”というテーマが込められている。ジャニー喜多川がこだわり続けた反戦を呼びかけるメッセージは残されたが、演出は3人によって大幅にリニューアルされた。また、例年の倍となる2か月の稽古期間が設けられたが、出演者は日課として発声やストレッチを東山から課せられ、その後通常の稽古として殺陣やタップダンスを練習した。
公演は約2時間5分の2部構成。過去から現代に向けて歴史を辿る構成となっている1部は、ジャニー喜多川の大きな肖像画を前に、2人の少年が「誰、あれ？」「世界でいちばん大きなショーをつくった人だよ」と会話するシーンから始まり、オープニング曲として光一が作詞・プロデュースした新曲「天からの手紙」が流れる。この楽曲は、ジャニー喜多川からの手紙をコンセプトに、過去のジャニーの言葉から詞が組み立てられた、本作の新テーマ曲となっている。その後、少年忍者が「The Shining Star」、美 少年が「Where My Heart Belongs」、HiHi Jetsが「In Your Life」と、これまで歌われてきた人気曲を歌唱した。その後は「和」のコーナーへと続き、内村と深田による中国の伝統芸能でお面を次々に変化させる「変面」、巨大セットの中ジャニーズJr.がパフォーマンスする舞台装置「Jr.マンション」など、過去のシリーズの一部を受け継ぎつつ、今回から新たに取り入れられた光一演出の殺陣が披露された。東山の演出により新たな台詞や楽曲で構成された戦争を伝えるシーンでは、ウクライナ侵攻で注目されたSMAPの「Triangle」も歌われた。1幕ラスト、橋本・黒田・ヴァサイェガが中心となり、少年たちが公園で平和を語らうというシーンは井ノ原が演出を担当。少年たちがネクストステージへと向かうことを決意し、最後は「Not Enough」にのせてジャニーズJr.が客席に降り、観客を巻き込む演出も見られた。
2幕はジャニーズ歴代の名曲を新たな振付・演出で魅せるノンストップ・ショーで、東山が演出を担当した。シンプルな舞台セットで、少年隊の「Act-Show」を皮切りに、屋良朝幸が振り付けた近藤真彦の「スニーカーぶる〜す」や、五関晃一が振り付けたKAT-TUNの「Real Face」、岩本照が振り付けたKinKi Kidsの「硝子の少年」などが披露された。その後、「Let’s Go to Tokyo」（『PLAYZONE』より）、「Never My Love」（『ジャニーズ伝説』より）、「SOLITARY」（『SHOCK』より）、「Next Dream」（『DREAM BOYS』より）と、これまで上演されてきたジャニーズ・ミュージカルの人気曲をメドレーで披露する光一が演出を担当したコーナーが続いた。最後に井ノ原がプロデュースを手掛けた、HiHi Jetsの「NEVER STOP -DREAMING-」、美 少年の「吉吉 Bang!Bang!」、少年忍者の「Journey Must Go On」というそれぞれの新曲が披露され、ラストは真っ白な衣装を着た全出演者50人が勢揃いし、「天からの手紙」を歌唱して幕を下ろした。

### 日程
2023年1月1日 - 1月26日（帝国劇場）、全36公演。

### 出演
- HiHi Jets[152]
  - 髙橋優斗、井上瑞稀、橋本涼、猪狩蒼弥、作間龍斗
- 美 少年[152]
  - 岩﨑大昇、佐藤龍我、那須雄登、浮所飛貴、藤井直樹、金指一世
- 少年忍者[152]
  - ヴァサイェガ渉、川﨑皇輝、北川拓実、織山尚大、黒田光輝、安嶋秀生、内村颯太、深田竜生、元木湧、檜山光成、青木滉平、豊田陸人
- ジャニーズJr.[152]
  - 大東立樹、田仲陽成、寺澤小十侑、佐久間玲駈、松浦銀志、三村航輝、上原剣心、羽村仁成、鮫島令、鈴木瑛朝、壹岐碧、末永光、小山十輝、渡辺惟良、千井野空翔、阿達慶、小鯛詩恩、竹村実悟、関翔馬、尾崎龍星、渡邉心、鍋田大成、岸蒼太、石渡大和、入江奏多、岡橋亮汰、小久保向一朗

## Act ONE（2024年）
ジャニー喜多川性加害問題を受け、公演タイトルを『Act ONE』に変更し、内容も刷新された。本公演は、2025年に建て替えのため休館を予定している帝劇の記念ラインアップ第1弾として開催され、演出はオールキャストが務め、スーパーヴァイザーに堂本光一がクレジットされた。

### 日程
2024年1月1日 - 1月27日（帝国劇場）、全36公演。

### 出演
- HiHi Jets[155][157]
  - 髙橋優斗、井上瑞稀、橋本涼、猪狩蒼弥、作間龍斗
- 美 少年[155][157]
  - 岩﨑大昇、佐藤龍我、那須雄登、浮所飛貴、藤井直樹、金指一世
- 7 MEN 侍[155][157]
  - 中村嶺亜、菅田琳寧、本髙克樹、佐々木大光、今野大輝、矢花黎
- 少年忍者[155][157]
  - 田村海琉、織山尚大、川﨑皇輝、内村颯太、深田竜生、黒田光輝、檜山光成久保廉、小田将聖、元木湧、北川拓実、青木滉平、安嶋秀生、ヴァサイェガ渉、鈴木悠仁、瀧陽次朗、川﨑星輝、山井飛翔、長瀬結星、豊田陸人、稲葉通陽
- 林一敬、手島麗央、竹村実悟、阿達慶、鍋田大成、尾崎龍星、石渡大和、山越源斗、関翔馬、林田芯、末永光、大澤龍太郎、高橋曽良、岸蒼太、堀口由翔、渡辺惟良、岡橋亮汰、平田光寛、宮岡大愛、高橋礼、山岸想、新宮楓真、田代海瑠、真虎、三原健豊、染谷樹、アンダーソン フェニックス、高橋輝汐、高橋奏琉、小山十輝、小久保向一朗、安達柊我[155][157]